# Dex Elmont
Dex Elmont (Rotterdam, 10 januari 1984) is een Nederlands voormalig judoka. Hij is de jongere broer van judoka Guillaume Elmont en de zoon van Surinaams judoka Ricardo Elmont. Net als zijn broer is Dex een pupil van coach Cor van der Geest van de Kenamju-school uit Haarlem.
Elmont deed mee aan de Olympische Zomerspelen 2008 in Peking, waar hij in de tweede ronde werd uitgeschakeld door Taylor Takata.
Op de Olympische Spelen van 2012 greep hij naast de bronzen medaille. Na in de halve finale te hebben verloren van wereldkampioen Riki Nakaya, bleek in de strijd om het brons Nyam-Ochir Sainjargal te sterk.
In 2014 werd hij Europees kampioen in de gewichtsklasse tot 73 kg. Na de Olympische Zomerspelen 2016 in Rio de Janeiro stopte Elmont met judo om zich te concentreren op zijn artsopleiding.
Hij is de schoonzoon van Prem Radhakishun. 

## Erelijst

### Wereldkampioenschappen
- 5de – 2005 Caïro, Egypte (-66 kg)
- – 2010 Tokio, Japan (-73 kg)
- – 2011 Parijs, Frankrijk (-73 kg)
- – 2013 Rio de Janeiro, Brazilië (-73 kg)

### Europese kampioenschappen
- 7de – 2007 Tbilisi, Georgië (-66 kg)
- – 2009 Tbilisi, Georgië (-73 kg)
- – 2012 Tsjeljabinsk, Rusland (-73 kg)
- – 2014 Montpellier, Frankrijk (-73 kg)